# Веселин Ненов
Веселин Ненов е български композитор и диригент.
Роден е на 18 октомври 1923 година във Варна. През 1953 година завършва Държавната музикална академия в София – композиция при Веселин Стоянов и дирижиране при Асен Димитров. След това е диригент на камерния оркестър в Добрич (1953 – 1963) и на симфоничния оркестър в Перник (1956 – 1959). От 1963 година до пенсионирането си през 1987 година е диригент на Старозагорската опера. Автор е на две симфонии, балет, хорови и солови песни, както и на множество обработки на народни песни.
Веселин Ненов умира на 9 септември 2022 година.